# Émile Clerc
Pour les articles homonymes, voir Clerc.
Émile Clerc est un rameur français, né le 5 juin 1934 à Thonon-les-Bains. Après 12 ans de compétition internationale et deux titres de champion de France, il achèvera deux tours du monde à la voile sur un bateau construit par ses soins.  

## Palmarès

### Jeux olympiques
- participation à Melbourne aux Jeux de 1956
- 4e en huit barré à Rome 1960
- 10e en quatre sans barreur à Tokyo 1964

### Championnats du monde d'aviron
- Médaille d'argent en quatre barré aux Championnats du monde d'aviron 1962 à Lucerne

### Championnats d'Europe d'aviron
- médaille d'argent en huit barré aux Championnats d'Europe d'aviron 1956, à Bled
- médaille de bronze en huit barré aux Championnats d'Europe d'aviron 1961, à Prague
- participation aux Championnats d'Europe d'aviron 1963 à Copenhague

### Championnats de France d'aviron
1958 : vainqueur en skiff championnat de France skiff.
1963 : vainqueur en double championnat de France double.

### Régates d'aviron
- Vainqueur en huit barré de la Royal Cup à Henley en 1956